# Басдаль
Басдаль (нім. Basdahl) — громада в Німеччині, розташована в землі Нижня Саксонія. Входить до складу району Ротенбург-на-Вюмме. Складова частина об'єднання громад Гестеквелле.
Площа — 32,34 км2. Населення становить 1371 ос. (станом на 31 грудня 2021).

## Галерея

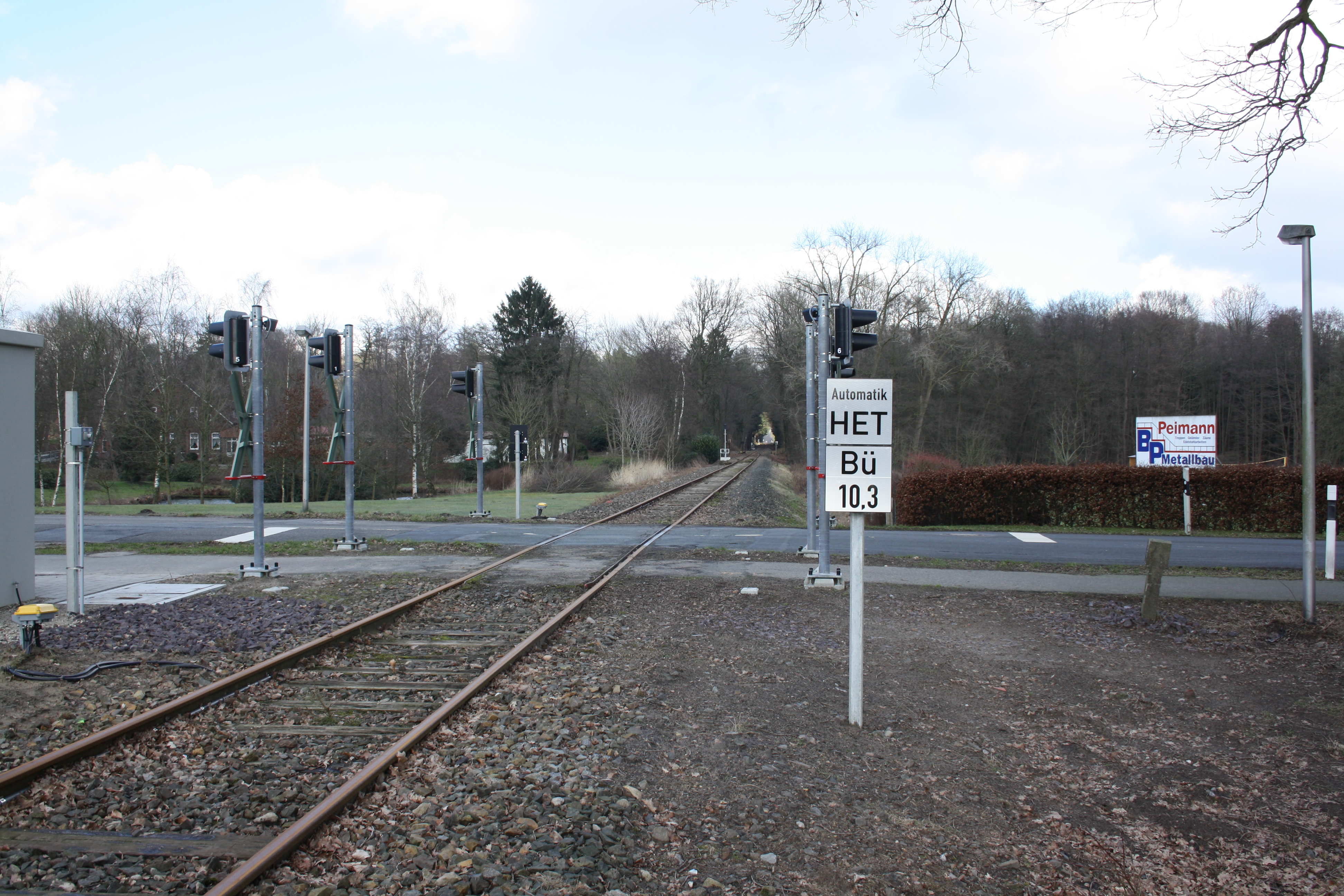